# Zielinski-Brücke
Die Zielinski-Brücke (ungarisch Zielinski híd, bis 1994 Millenniumsbrücke, ungarisch Millenniumi híd) ist eine Stahlbrücke im Budapester Stadtwäldchen.

## Geschichte
Zur Millenniumsausstellung 1896, die im Stadtwäldchen stattfinden sollte, war es notwendig geworden, eine Brücke als Verbindung vom Heldenplatz über den Stadtwäldchen-See zum Ausstellungsgelände zu errichten. Der Bau sollte dem Anlass entsprechend pompös wirken und einer Verlängerung der Prachtstraße Andrássy út würdig sein. Zur Gestaltung wurde vom ungarischen Handelsminister Ernő Dániel ein Wettbewerb veranstaltet, den der Entwurf von Szilárd Zielinski, Flóris Korb und Kálmán Giergl für sich entscheiden konnte. Die Bauarbeiten begannen im Sommer 1894. Den Grundbau für die Brücke errichtete Zielinski, die Stahlkonstruktion wurde von Ganz hergestellt und vor Ort zusammengebaut. Pünktlich zur Ausstellung wurde die Brücke 1896 eröffnet und diente als „Tor zur Ausstellung“.
Im Jahr 1929 wurde die aus Holz bestehende Fahrbahn durch Fahrbahnplatten aus Stahlbeton ausgetauscht. Dem Zweiten Weltkrieg fielen nur die Kandelaber zum Opfer. Diese wurden durch die der zuvor gesprengten Kettenbrücke ersetzt. Den heutigen Namen erhielt die Brücke 1994 zum 70. Todestag von Szilárd Zielinski.

## Galerie

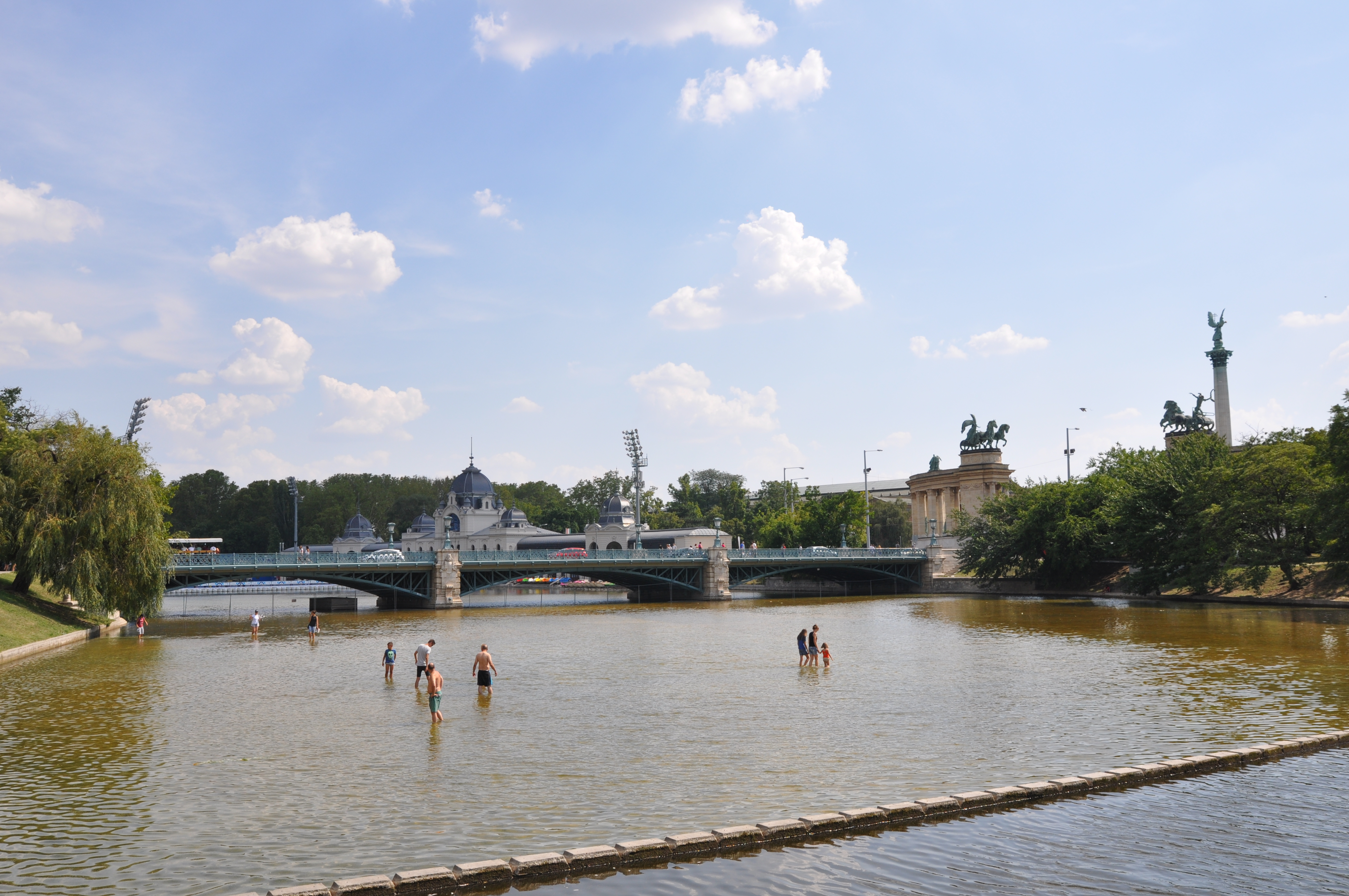
Gesamtansicht
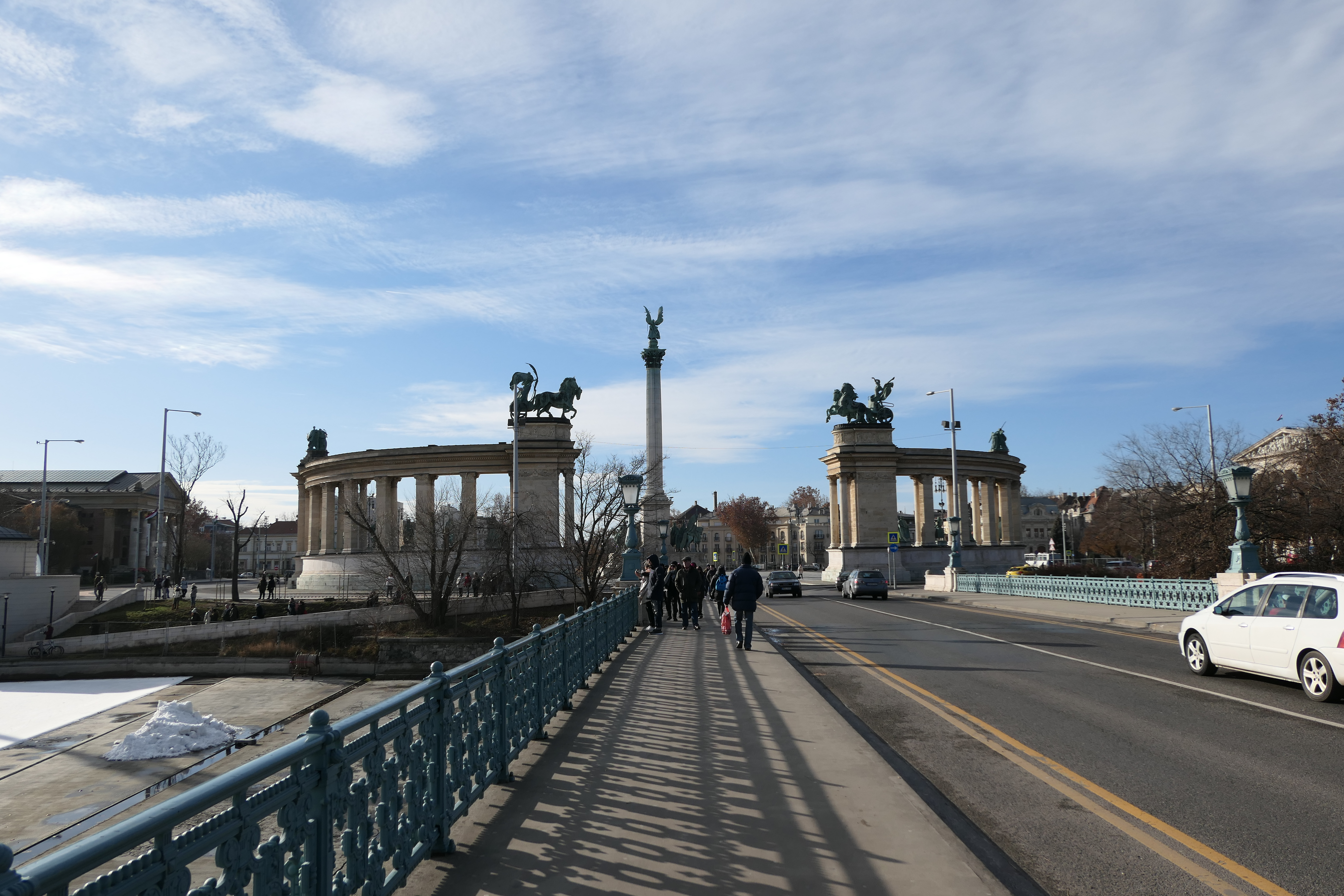
Blick auf das Millenniumsdenkmal auf dem Heldenplatz
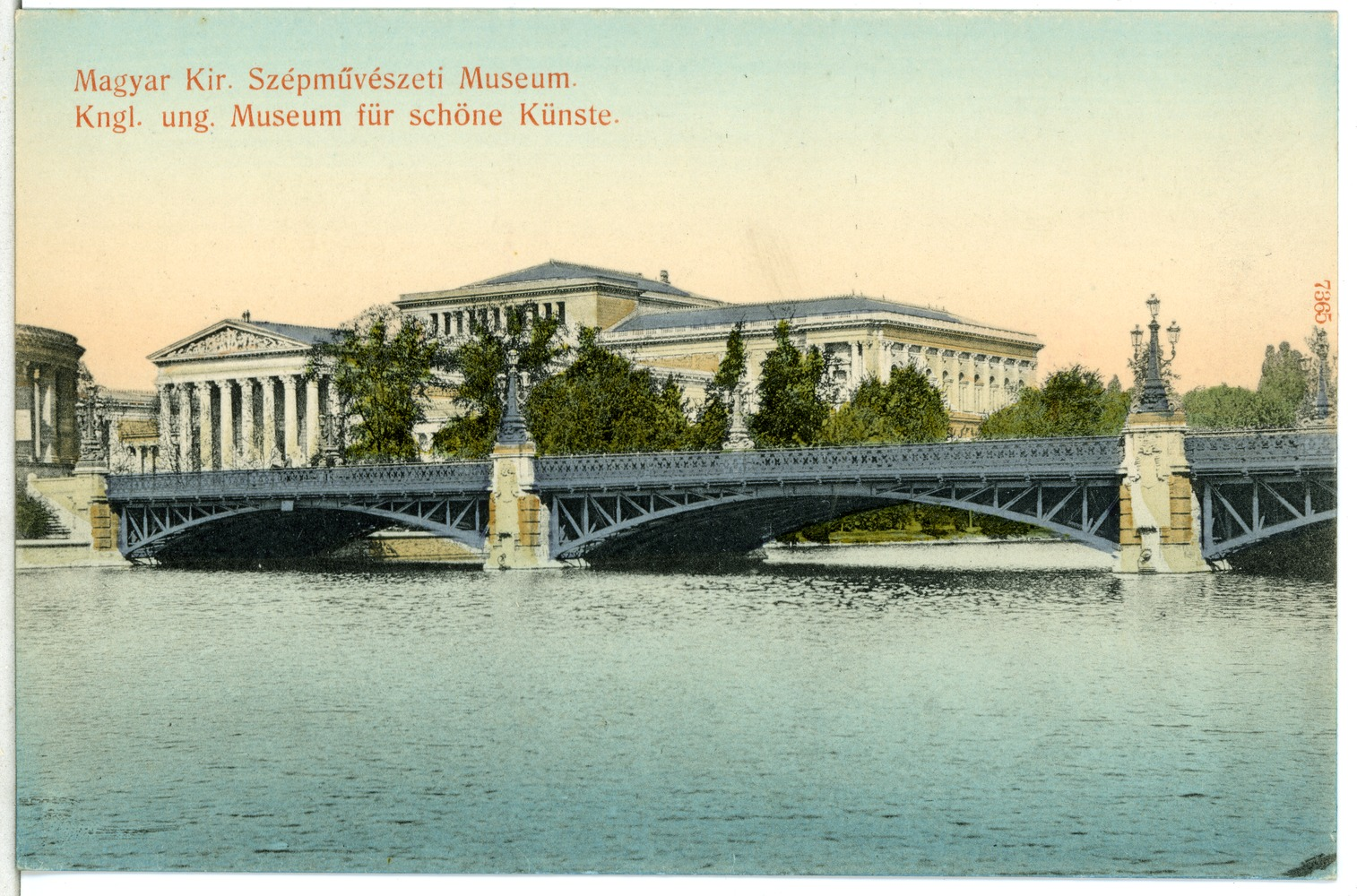
Ansicht von 1906